# Emirato dell'Afghanistan
L'emirato dell'Afghanistan (persiano: امارت افغانستان, traslitterato: Amārat-i Afghānistān, detto anche emirato di Kabul o emirato del Kabulistan) fu la denominazione dello Stato creato da Sultan Mohammad Khan in Afghanistan sulle ceneri di ciò che restava dell'Impero Durrani nel 1823, comprendendo anche parti del moderno Pakistan. Dalla sua fondazione, lo stato dovette confrontarsi sino agli inizi del XX secolo con l'influenza dell'imperialismo britannico in una successione di guerre denominate anglo-afghane (1838-42 e 1878-80). Nell'agosto 1919 l'emirato tornò definitivamente indipendente dagli inglesi con l'emiro Amānullāh Khān.
Ebbe termine nel 1926, quando Amānullāh Khān proclamò se stesso re e il suo Paese come Regno dell'Afghanistan. In questo periodo storico l'Afghanistan dovette far fronte all'espansionismo europeo nell'Asia centrale e combatté le tre guerre anglo-afghane. L'emirato venne per breve tempo restaurato nel 1929 da Habibullah Kalakānī, sempre col nome di emirato dell'Afghanistan.

## Storia
Subito dopo il crollo dell'Impero Durrani (ormai in crisi da circa settant'anni), Sultan Mohammad Khan riuscì a prendere il potere in quella che era la parte centrale dell'ex impero, ovvero il territorio corrispondente grossomodo al moderno Afghanistan e a parte del Pakistan nord-occidentale. Sultan non era imparentato con la dinastia imperiale dei Durrani, ma proveniva dalla tribù dei Barakzai, una potente famiglia originaria di Barakzai.
A pochi anni dalla fondazione dell'emirato, ad ogni modo, le mire dell'Impero russo iniziarono a manifestarsi sull'area dell'Afghanistan, come pure quelle del Regno Unito che si fecero sempre più pressanti ed insistenti al punto che l'emiro Dost Mohammad Khan, venne costretto a dichiarare guerra alla Gran Bretagna, combattendo dal 1839 al 1842. Durante la guerra, gli inglesi riuscirono ad occupare la capitale dell'emirato, Kabul, per impedire che i russi facessero lo stesso, detronizzando Dost Mohammad Khan e nominando al suo posto, Shuja Shah Durrani, figlio dell'ex imperatore durrani, che svolse perlopiù le funzioni di sovrano fantoccio nelle mani degli inglesi. La guerra si concluse col ritorno sul trono di Dost Mohammad Khan dal momento che gli inglesi non furono in grado di soggiogare il paese. Malgrado ciò la guerra in atto aveva acuito quelle problematiche che nell'impero avevano incominciato a manifestarsi sin dal regno di Timur Shah
Alla morte di Dost Muhammad nel 1863, questi venne succeduto al trono da suo figlio, Sher Ali Khan, il quale venne ad ogni modo detronizzato tre anni dopo dal fratello maggiore, Mohammad Afzal Khan con una guerra civile. Nel 1868, Mohammad Afzal Khan venne a sua volta detronizzato e rimpiazzato come emiro da Sher Ali, il quale tornò al trono dopo aver trascorso alcuni anni in esilio in Russia. Come era prevedibile, anche a causa degli stretti legami che Sher Ali aveva sviluppato con i russi, il suo ritorno portò alla ripresa dei conflitti con la Gran Bretagna. L'esercito coloniale inglese marciò il 21 novembre 1878 in Afghanistan e l'emiro Sher Ali venne costretto nuovamente a trovare rifugio in Russia, dove morì nel 1879 a Mazar-i Sharif. Il suo successore, Mohammad Yaqub Khan, cerco delle soluzioni per la pace con la Russia e siglando nel contempo il trattato di Gandamak con gli inglesi il 26 maggio 1879, col quale concedeva agli inglesi il controllo completo del suo ministero degli esteri. Ad ogni modo, quando l'ambasciatore britannico Sir Louis Cavagnari venne ucciso nel corso di una rivolta a Kabul il 3 settembre 1879, gli inglesi gli preferirono Abdur Rahman Khan come emiro. Gli inglesi conclusero un trattato di pace con gli afghani nel 1880 e si ritirarono nuovamente dall'Afghanistan nel 1881. Gli inglesi, nel 1893, costrinsero l'Afghanistan ad acconsentire ad un nuovo confine di stato determinato dalla linea Durand, che passava attraverso la storica regione dei Pashtun e concedeva all'India britannica circa un terzo del territorio dell'emirato.
Dopo la guerra, l'emiro Abdur Rahman Khan, si trovò a dover reprimere diverse rivolte interne. Dopo la sua morte nel 1901 suo figlio Habibullah Khan gli succedette come emiro e continuò le sue riforme. Habibullah Khan cercò una riconciliazione col Regno Unito, ottenendo nel 1905 anche un trattato con la Russia che, pressata dalla guerra russo-giapponese dovette ritirarsi dall'Afghanistan. Nella prima guerra mondiale, l'Afghanistan rimase, malgrado gli sforzi di Germania e Impero ottomano, neutrale (spedizione Niedermayer–Hentig). Nel 1919 Habibullah Khan venne assassinato dai suoi oppositori politici.
Il figlio di Habibullah Khan, Amanullah Khan nel 1919 si oppose al principe ereditario Nasrullah Khan, allora emiro. Poco dopo scoppiò la terza guerra anglo-afghana che perdurò per tre mesi. Questa guerra si concluse col trattato anglo-afghano del 1919 dopo il quale, gli afghani furono in grado di riprendere il pieno controllo del loro stato indipendentemente dagli inglesi. Amanullah Khan iniziò la riforma del paese e la sua occidentalizzazione, motivo per cui nel 1926 si fece incoronare re dell'Afghanistan, istituendo formalmente il regno dell'Afghanistan.